# Robert Recorde
Robert Recorde (c. 1510-1558) fue un médico y matemático galés que utilizó por primera vez el signo igual (=) en el año 1557.
Miembro de una respetable familia de Dinbych-y-Pysgod, Robert, entró en la universidad de Oxford cerca del 1525, y obtuvo trabajo en el All Souls Collegeen 1531. Habiéndose dedicado a la medicina, fue a la universidad de Cambridge, donde se tituló en 1545. Cuando regresó a Oxford, se dedicó a la enseñanza pública de las matemáticas, trabajo que ya había hecho con anterioridad a su paso por Cambridge. Se afirma que más adelante se estableció en Londres, y que ejerció de médico del rey Eduardo VI y la Reina Maria, a quien algunos de sus libros están dedicados. También ejerció de interventor de la Royal Mint, o ceca real. Después de que un rival político le demandase por difamación, fue arrestado por deudas y murió en la prisión de Southwark en 1558. 
La principal aportación de Recorde al progreso del álgebra fue en la sistematización de la notación.

## Obras
Recorde publicó varias obras sobre temas matemáticos, generalmente en forma de diálogo entre maestro y discípulo, como:
- The Grounde of Artes, Teaching the Worke and Practise, of Arithmeticke, both in whole numbers and fractions(c. 1540), el primer libro inglés de álgebra
- The Pathway to Knowledge, containing the First Principles of Geometry ... bothe for the use of instruments Geometricall and Astronomicall, and also for Projection of Platt(Londres, 1551)
- The Castle of Knowledge, containing the explication of the Sphere both Celestiall and Materiall, etc.(Londres, 1556)
- The Whetstone of Witte, which is the second part of Arithmetike, containing the Extraction of root, the Cossike Practice, with the Rules of Equation, and the Woorkes of Surde Numbers(Londres, 1557). Este fue el libro donde presentó el signo igual
- Un tratado de medicina,The urinals of Physic(1548), reimpreso varias veces
- Sherburne afirma que Recorde publicó también la Cosmographiae isagoge, y que habría escrito los libros De Arte faciendi Horologium y De usu Globorum et de statu temporum.